# Lloyd McClendon
Lloyd Glenn McClendon (ur. 11 stycznia 1959) – amerykański baseballista, który występował na pozycji zapolowego, menadżer klubów MLB.
Karierę w Major League Baseball rozpoczął w 1987 roku w Cincinnati Reds, następnie grał w Chicago Cubs i Pittsburgh Pirates. W sezonie 1995 grał w Buffalo Bills, klubie farmerskim Cleveland Indians. W późniejszym okresie był między innymi menadżerem Pittsburgh Pirates i Seattle Mariners. W październiku 2016 objął funkcję trenera pałkarzy Detroit Tigers.
19 września 2020 zastąpił Rona Gardenhire’a na stanowisku menadżera Detroit Tigers.